# Robert Sheehan
Robert Michael "Robbie" Sheehan (Portlaoise, 7 de gener del 1988) és un actor irlandès.

## Filmografia
- Anita B (2014): Eli
- Caçadors d'ombres: Ciutat d'ossos (2013): Simon Lewis
- Demons Never Die (2011): Archie
- The Borrowers (2011): Spiller
- Season of the Witch (2011): Kay
- Killing Bono (2011): Ivan McCormick
- Cherry Bomb (2009): Luke
- Lowland Fell (2008): Mark
- Summer of the Flying Saucer (2008): Dan
- An Créatúr (2007): Conor Buckley
- Ghostwood (2006): Tim
- A Dublin Story (2003): Clocker
- Song for a Raggy Boy (2003): O Reilly 58
- An Cuainín (2003): fill de Duncan
- Misfits